# مليكة فلاحي
مليكة فلاحي عضو فريق الأصالة والمعاصرة بمجلس المستشارين المغربي. قدمت استقالتها آواخر ديسمبر 2015 بسبب عجزها عن كتابة وتدوين اسم أحد المرشحين خلال تصويت جرى في المجلس.

## مسيرتها
مليكة فلاحي ربة بيت ومستشارة جماعية بالجماعة الترابية للعامرية ولها أولاد من زوجها رئيس جماعة العامرية. وتطبيقا للقانون التنظيمي لمجلس المستشارين والذي ينص على أنه يجب ألا تتضمن كل لائحة من لوائح الترشيح اسمين متتابعين لمترشحين اثنين من نفس الجنس، اختارها عبد السلام بلقشور وكيل لائحة حزب الأصالة والمعاصرة كثانية له في لائحته عن جهة الدار البيضاء سطات، لخوض غمار تجربة انتخابات مجلس المستشارين التي جرت الجمعة 2 أكتوبر 2015، فحصلت لائحة الجرار على مقعدين، لتتحول مليكة فلاحي إلى أول سيدة من دكالة تلج مجلس المستشارين.

### الأمية
خلال أحد عمليات التصويت في مجلس المستشارين، عجزت مليكة فلاحي عن كتابة وتدوين اسم حكيم بنشماس في ورقة التصويت داخل المعزل، وطلبت يد المساعدة، فرفض رئيس الجلسة ذلك، واعتبر الأمر مخالفا للقانون، ما جعل القيادي في الأصالة والمعاصرة عبد السلام بالقشور ينفجر غضبا، ويدخل في ملاسنات مع ممثلين لمرشح حزب الاستقلال، عبد الصمد قيوح. تسبب هذا الحادث في تقديم مليكة فلاحي استقالتها من عضوية المجلس، بعد تردد دام أسابيع، بسبب «الاهتزازات النفسية» التي تعرضت لها إعلاميا بسبب أميتها.
حاول أعضاء فريق الجرار في الغرفة الثانية الرفع من معنويات فلاحي بالتأكيد على أنه لا وجود لمقتضيات دستورية تمنع من لا يجيدون القراءة والكتابة من عضوية مجلس المستشارين، هذا إلى جانب التشديد على أن عدم تعلمها “ليس ذنبها بقدر ما هو ذنب الدولة التي لم تستطع القضاء على الأمية”. كما قام فريقها بإدماجها في برنامج للدعم اللغوي يوفره الحزب للأعضاء الذين لديهم صعوبات في القراءة والكتابة والتعبير باللغة العربية الفصحى.
ومن المنتظر أن يأمر قضاة المجلس الدستوري بإعادة الانتخابات الخاصة بالمنصب الشاغر، المتعلق صنف الفلاحة بجهة مراكش آسفي وأكادير، من أجل انتخاب امرأة كما تنص على ذلك مقتضيات القانون التنظيمي لمجلس المستشـارين، وليس إعلان الثالث في لائحة عبد السلام بالقشور مستشارا برلمانيا، خلفا لها.